# Balian Buschbaum
Balian Buschbaum (ur. 14 lipca 1980 w Ulm jako Yvonne Buschbaum) – niemiecki lekkoatleta specjalizujący się w skoku o tyczce, sukcesy lekkoatletyczne odnoszący przed tranzycją płciową.
Rekordzista świata w juniorskich kategoriach wiekowych. Największym międzynarodowym sukcesem Buschbaum w gronie juniorek było zdobycie złotego medalu mistrzostw Europy juniorek (Ryga 1999). Dwukrotnie zdobył brązowe medale mistrzostw Europy: Budapeszt 1998 i Monachium 2002. W 2002 r. zdobył srebrny medal halowych mistrzostw Europy, wynikiem 4,65 m, za Swietłaną Fieofanową (4,75 m), a przed Moniką Pyrek (4,60 m).
Buschbaum uczestniczył w igrzyskach olimpijskich (Sydney 2000), zajmując 6. miejsce w finałowym konkursie skoku o tyczce kobiet.
Rekord życiowy Buschbaum wynosił 4,70 m. Został ustanowiony 29 czerwca 2003 w rodzinnej miejscowości – Ulm.
21 listopada 2007 ogłosił zakończenie kariery sportowej z powodu uporczywych obrażeń i chęci rozpoczęcia terapii korekty płci. W styczniu 2008 rozpoczął proces korekty płci, przyjmując imię Balian od Baliana z Ibelinu, bohatera filmu Królestwo niebieskie.